# Indywidualne Mistrzostwa Wielkiej Brytanii na Żużlu 1983
Indywidualne mistrzostwa Wielkiej Brytanii na żużlu – cykl turniejów żużlowych mających wyłonić najlepszych żużlowców brytyjskich w 1983 roku. Tytuł wywalczył Chris Morton z Belle Vue Aces. 

## Finał
- 1 czerwca 1983 r. (środa),  Coventry

| Msc. | Zawodnik            | Klub                   | Pkt   |              |  |
| ---- | ------------------- | ---------------------- | ----- | ------------ |  |
| 1    | Chris Morton        | Belle Vue Aces         | 12    | (2,2,3,2,3)  |  |
| 2    | Michael Lee         | Poole Pirates          | 11    | (0,3,2,3,3)  |  |
| 3    | Andy Grahame        | Birmingham Brummies    | 10 +3 | (2,0,2,3,3,) |  |
| 4    | Kenny Carter        | Halifax Dukes          | 10 +2 | (2,3,0,3,2)  |  |
| 5    | Peter Collins       | Belle Vue Aces         | 10 +1 | (1,1,3,2,3)  |  |
| 6    | John Davis          | Poole Pirates          | 10 +0 | (2,2,2,2,2)  |  |
| 7    | Phil Collins        | Cradley Heath Heathens | 9     | (0,3,1,3,2)  |  |
| 8    | Les Collins         | Leicester Lions        | 8     | (0,2,3,1,2)  |  |
| 9    | Paul Woods          |                        | 7     | (3,1,1,1,1)  |  |
| 10   | Dave Jessup         |                        | 6     | (3,3,u,–,–)  |  |
| 11   | Simon Wigg          | Cradley Heath Heathens | 6     | (3,0,3,0,0)  |  |
| 12   | Gordon Kennett      |                        | 6     | (3,1,2,0,0)  |  |
| 13   | Colin Richardson    |                        | 6     | (1,1,1,2,1)  |  |
| 14   | Malcolm Simmons     | Wimbledon Dons         | 5     | (1,2,1,0,1)  |  |
| 15   | Sean Willmott       |                        | 2     | (1,0,0,1,0)  |  |
| 16   | Neil Collins        | Leicester Lions        | 1     | (0,0,0,1,0)  |  |
|      | rez. Kelvin Hawkins |                        | 1     | (0,1)        |  |